# James Moriarty (Bischof)
James Moriarty (* 13. August 1936 im County Dublin; † 26. März 2022 in Milltown, Dublin) war ein irischer Geistlicher und von 2002 bis 2010 römisch-katholischer Bischof von Kildare und Leighlin.

## Leben
James Moriarty besuchte die Catholic University School (CUS) in Dublin und studierte Philosophie und Theologie am Holy Cross College, dem University College Dublin (UCD) sowie dem St Patrick’s College in Maynooth. Am 21. Mai 1961 empfing er die Priesterweihe und war im Erzbistum Dublin tätig. Von 1958 bis 1979 war er Kaplan am University College Dublin.
Papst Johannes Paul II. ernannte ihn am 26. Juni 1991 zum Weihbischof in Dublin und zum Titularbischof von Bononia. Am 22. September 1991 spendete ihm der Erzbischof von Dublin, Desmond Connell, die Bischofsweihe. Mitkonsekratoren waren der Apostolische Nuntius in Irland, Erzbischof Emanuele Gerada, und der emeritierte Dubliner Weihbischof James Kavanagh.
Am 4. Juni 2002 nahm Papst Johannes Paul II. den gesundheitsbedingten vorzeitigen Rücktritt Laurence Ryans als Bischof von Kildare und Leighlin an und ernannte mit gleichem Datum James Moriarty zu dessen Nachfolger. Die Amtseinführung fand am 31. August desselben Jahres statt.
Im Dezember 2009, nach der Veröffentlichung des Murphy-Berichts zum sexuellen Missbrauch im Erzbistum Dublin, bot Moriarty Papst Benedikt XVI. seinen Rücktritt als Bischof an. Der Rücktritt wurde vom Papst am 22. April 2010 angenommen. Nach einer dreijährigen Vakanz folgte ihm 2013 Denis Nulty als Bischof von Kildare und Leighlin nach.